# Laurent Didier
Laurent Didier (Dippach, 19 luglio 1984) è un ex ciclista su strada lussemburghese, professionista dal 2009 al 2018. È figlio dell'ex ciclista Lucien Didier.

## Carriera

### Esordi
Laurent Didier nel 2000, a Dippach sua città natale, vinse il campionato nazionale di ciclocross esordienti battendo il suo futuro compagno di squadra Andy Schleck. Passò alla categoria allievi e tra il 2001 e il 2004 si fece notare nei campionati nazionali di ciclocross concludendo al secondo posto sia nel 2001 a Brousch/Mersch, sia nel 2002 questa volta battuto da Andy Schleck a Kopstal. Passò nella categoria Under-23 nel 2003, quando fu nuovamente Marc Ernster a vincere nel campionato nazionale (come nel 2001), mentre Didier finì sul gradino più basso del podio. Nel 2004 lo stesso Ernster trovò ancora successo nel campionato nazionale e Didier dovette accontentarsi del terzo posto.
Passato alla categoria Elite/Under-23 nel 2005, corse parte dell'anno da dilettante Under-23: fu ancora secondo al campionato lussemburghese di ciclocross, vinse una tappa della Flèche du Sud, corsa che terminò in terza posizione, e si aggiudicò la prova a cronometro dei campionati nazionali nella categoria Under-23. In seguito arrivò al secondo posto nella prova in linea.

### 2006-2010
Nel 2006 passò all'affiliazione internazionale con il team Continental tedesco Regioström-Senges con cui, verso la fine di marzo, conquistò un secondo posto nel Criterium di Dippach. L'anno dopo vinse il Criterium di Saargau (in Germania), arrivò al terzo posto nella prova contro il tempo dei campionati lussemburghesi e vinse una frazione del giro austriaco Friedens und Freundschaftstour.
Nel 2008 il Team Regioström-Senges mutò il proprio nome in Team Kuota-Senges e Didier vi rimase sino ad agosto, quando passò in prova come stagista al Team CSC, la squadra diretta da Bjarne Riis. In questa stagione Didier non colse piazzamenti di rilievo: partecipò sia al Tour des Pyrénées che al Tour de Moselle, dove concluse terzo nella classifica generale. Nel 2009 passò alla Designa Køkken, squadra Continental danese; durante l'anno trovò diversi piazzamenti nelle corse francesi ed arrivò quarto al Criterium di Saulheim. Nei campionati nazionali non deluse centrando due secondi posti: nella prova a cronometro dietro l'esperto Kim Kirchen e nella prova in linea, battuto solo dal minore degli Schleck, Andy.
Per l'anno successivo venne ingaggiato dalla Saxo Bank, nota fino al 2008 come CSC. A maggio partecipò al suo primo grande giro, il Giro d'Italia, gara che concluse in trentatreesima posizione, risultando il miglior corridore lussemburghese al Giro e il terzo nella squadra dopo Richie Porte (ottavo) e Chris Anker Sørensen (ventisettesimo). Nella prova in linea dei campionati nazionali concluse quarto; si piazzò inoltre al nono posto nella classifica generale della Vuelta a la Comunidad de Madrid, giungendo poi quinto al Gala Tour de France vinto da Andy Schleck.

## Palmarès

### Ciclocross
- 2000 (Juniores)

Campionati lussemburghesi, gara Juniores

### Strada
- 2005 (Luxembourg Nationale)

3ª tappa, 1ª semitappa, Flèche du Sud (Troisvierges > Bourscheid)
Campionati lussemburghesi, Prova a cronometro Under 23
- 2007 (Team Regiostrom-Senges)

2ª tappa Friedens und Freundschaftstour (Linz > Passavia)
- 2012 (RadioShack-Nissan, una vittoria)

Campionati lussemburghesi, Prova in linea
- 2014 (Trek Factory Racing, due vittorie)

Campionati lussemburghesi, Prova a cronometro
5ª tappa USA Pro Cycling Challenge (Woodland Park > Breckenridge)

#### Altri successi
- 2007

Criterium di Saargau
- 2013

Classifica scalatori Tour du Haut-Var

## Piazzamenti

### Grandi Giri
- Giro d'Italia

2010: 33º
2011: 130º
2016: 64º
2017: ritirato (11ª tappa)
2018: 97º
- Tour de France

2013: 53º
2015: non partito (17ª tappa)
- Vuelta a España

2012: 86º
2016: 104º

### Classiche monumento
- Milano-Sanremo

2014: 111º
- Liegi-Bastogne-Liegi

2010: 97º
2012: ritirato
2013: 143º
2015: ritirato
2016: 132º
- Giro di Lombardia

2014: ritirato
2015: ritirato
2016: ritirato
2017: ritirato
2018: ritirato

### Competizioni mondiali
- Campionati del mondo su strada

Hamilton 2003 - In linea Under-23: fuori tempo massimo
Madrid 2005 - In linea Under-23: ritirato
Salisburgo 2006 - In linea Under-23: 98º
Stoccarda 2007 - In linea Elite: ritirato
Varese 2008 - In linea Elite: ritirato
Mendrisio 2009 - In linea Elite: ritirato
Melbourne 2010 - In linea Elite: 98º
Richmond 2015 - In linea Elite: ritirato
Innsbruck 2018 - In linea Elite: ritirato
- Giochi olimpici

Londra 2012 - In linea: 64º

### Competizioni europee
- Campionati europei

Plumelec 2016 - In linea Elite: 80º